# 미아 패로
마리아 드 루르드 빌리어즈 "미아" 패로(영어: Maria de Lourdes Villiers "Mia" Farrow, 1945년 2월 9일 ~ )는 미국의 배우이다.

## 생애
1963년 브로드웨이에서 데뷔했으며, 다음 해에 TV 오페라 《페이톤 플래이스》에 출연하여 미국 10대들의 우상이 되었다. 1965년, 패로는 30살 연상인 프랭크 시나트라의 세 번째 아내가 되었지만 그와의 결혼 생활은 오래가지 않았다. 미아가 주목받게 된 첫 영화는 1968년 로만 폴란스키의 영화 《로즈메리의 아기》였고, 그 후 몇 편의 영화에 출연하였으나 성공하지는 못 했다. 1974년에는 《위대한 개츠비》에서 데이지 부캐넌으로 출연하였다. 그러던 미아는 영화 감독 우디 앨런과 연인이 되었고, 우디 앨런의 영화 《한나와 그 자매들》, 《라디오 데이즈》, 《뉴욕스토리》, 《부부일기》 등에 출연하여 그의 뮤즈가 됨과 동시에 미아 본인 커리어에도 중요한 작품들을 남기게 되었다. 하지만 우디 앨런과의 반동거 연인 생활은 자신의 입양딸인 순이 프레빈과의 문제로 파경에 이르고 긴 법정 공방으로 이어지는데, 이후 앨런은 입양아 순이와 결혼하게 되었다.

## 출연 작품
- 우디 앨런 감독 영화
  - 한여름 밤의 섹스 코미디 (1982)
  - 젤리그 (1983)
  - 브로드웨이의 대니 로즈 (1984)
  - 슈퍼걸 (1984)
  - 카이로의 붉은 장미 (1985)
  - 한나와 그 자매들 (1986)
  - 라디오 데이즈 (1987)
  - 9월 (1987)
  - 또다른 여인 (1988)
  - 뉴욕스토리 (1989)
  - 범죄와 비행 (1989)
  - 중년의 위기 (1990)
  - 그림자와 안개 (1991)
  - 부부일기 (1992)

- 로즈메리의 아기 (1968)
- 위대한 개츠비 (1974)
- 나일 강의 죽음 (1978)
- 슈퍼걸 (1984)
- 오멘 (2006)
- 아더와 미니모이: 제1탄 비밀 원정대의 출정 (2006)
- 아더와 미니모이 2: 셀레니아 공주 구출 작전 (2009)
- 아더와 미니모이 3: 두 세계의 전쟁 (2010)